# Rewas Barabadse
Rewas Barabadse (georgisch რევაზ ბარაბაძე; * 4. Oktober 1988 in Tiflis) ist ein georgischer ehemaliger Fußballspieler.

## Karriere

### Verein
Der Stürmer begann seine Karriere bei Dinamo Tiflis. Nachdem er die Saison 2003/2004 für die dritte Mannschaft von Dinamo im Einsatz war, wechselte er im Sommer 2004 zum Stadtrivalen FC Tiflis. In seinen zwei Jahren für FC Tiflis kam er zu 34 Spielen und erzielte dabei acht Tore. Im Juli 2006 kam sein Wechsel in die Ukraine zu Dnipro Dnipropetrowsk, hier spielte er nur drei Spiele und wechselte am 6. September 2007 zum FC Carl Zeiss Jena, den er nach einem halben Jahr Richtung Russland zu Anschi Machatschkala verließ. In seiner ersten Saison kam er zu acht Spielen und erzielte dabei ein Tor, bevor er im Januar 2009 zu Metallurgist Rustavi wechselte. Nach einem Jahr für Olimpi Rustawi kehrte er im Januar 2010 zurück zu Anschi Machatschkala und spielte zwei Spiele in der Premjer-Liga.
Im Juni 2010 wechselte Barabadse zurück in seine georgische Heimat und unterschrieb bei Olimpi Rustawi. Er kam in der Saison 2010/2011 zu zwei Einsätzen für Olimpi und wechselte im August 2011 zum Stadtrivalen Metallurgist Rustavi.

### International
Barabadse kam zwischen 2008 und 2010 zu zwei A-Länderspielen für die Georgische Fußballnationalmannschaft. Zuvor spielte er für die U-17, U-19 und U-21 seines Heimatlandes.